# Кизилкумський сільський округ (Казалінський район)
Кизилку́мський сільський округ (каз. Қызылқұм ауылдық округі, рос. Кызылкумский сельский округ) — адміністративна одиниця у складі Казалінського району Кизилординської області Казахстану. Адміністративний центр — село Каукей.
Населення — 1208 осіб (2021; 1524 у 2009, 1671 у 1999, 2119 у 1989).
Станом на 1989 рік існувала Кизилкумська сільська рада (села Ажар, Каукей).

## Склад
До складу округу входять такі населені пункти:
| Населений пункт | Населення, осіб (1989) | Населення, осіб (1999) | Населення, осіб (2009) | Населення, осіб (2021) |
| --------------- | ---------------------- | ---------------------- | ---------------------- | ---------------------- |
| Ажар, село      | 615                    | 171                    | 304                    | 85                     |
| Каукей, село    | 1504                   | 1500                   | 1220                   | 1123                   |